# Бекетинци
Бекетинци су насељено место у саставу општине Чепин у Осјечко-барањској жупанији, Република Хрватска.

## Историја
До територијалне реорганизације у Хрватској налазили су се у саставу старе општине Осијек.

## Становништво
На попису становништва 2011. године, Бекетинци су имали 613 становника.

## Попис1991.
На попису становништва 1991. године, насељено место Бекетинци је имало 755 становника, следећег националног састава:
| Попис 1991.‍  | Попис 1991.‍  | Попис 1991.‍ | Попис 1991.‍ | Попис 1991.‍ |
| ------------ | ------------ | ----------- | ----------- | ----------- |
|              |              |             |             |             |
| Хрвати       | Хрвати       |             | 610         | 80,79%      |
| Срби         | Срби         |             | 73          | 9,66%       |
| Југословени  | Југословени  |             | 25          | 3,31%       |
| Словаци      | Словаци      |             | 8           | 1,05%       |
| Мађари       | Мађари       |             | 3           | 0,39%       |
| Македонци    | Македонци    |             | 1           | 0,13%       |
| неопредељени | неопредељени |             | 2           | 0,26%       |
| регион. опр. | регион. опр. |             | 2           | 0,26%       |
| непознато    | непознато    |             | 31          | 4,10%       |
| укупно: 755  |              |             |             |             |